# Facilitación social

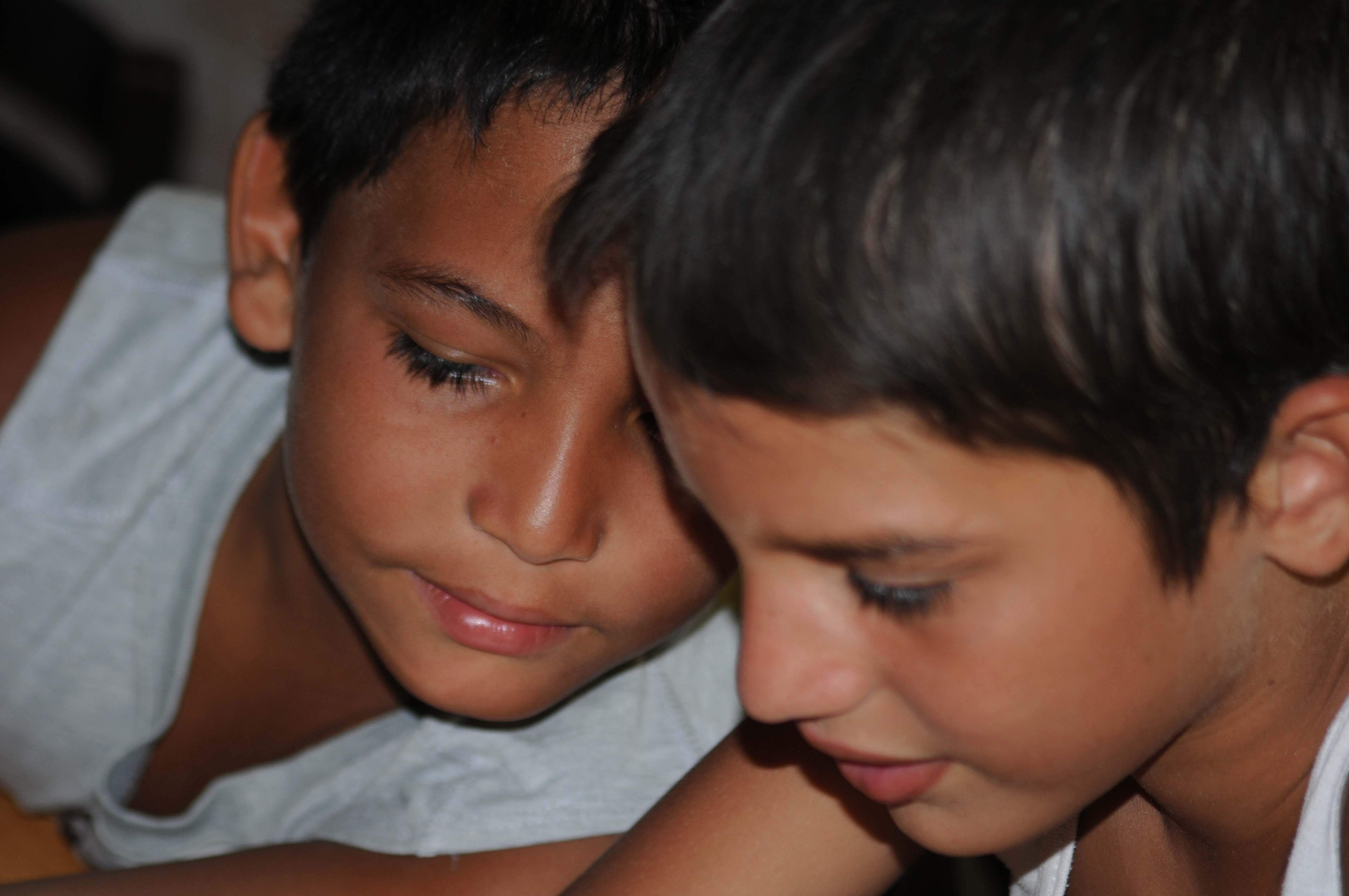
Niños usando un ordenador canaima Kiwix

La facilitación social es la tendencia que tienen las personas a ejecutar mejor tareas simples (o tareas calificadas o las que han convertido en autónomas) cuando son observadas por otros que cuando se encuentran solas (efecto de la audiencia), o cuando compiten con otros (efecto del coactor). Sin embargo, tareas complejas (o tareas no calificadas) a menudo son ejecutadas a un nivel inferior en estas situaciones. Este efecto ha sido demostrado en una variedad de especies. En los humanos, es más perceptible en los que se ocupan más por las opiniones de otros, y cuando el individuo es visto por alguien que no conoce, o que no puede ver bien.

## Investigación
La primera investigación publicada sobre la facilitación social fue realizada por el psicólogo Norman Triplett en 1898. Triplett notó que entre corredores de bicicleta, la presencia de otros ciclistas tendía a mejorar el rendimiento en la carrera. La investigación sobre la facilitación social se desarrolló lentamente durante las décadas siguientes ya que parecía que la presencia de otros aumentaba la ejecución en algunas situaciones, y la disminuía en otras.
En 1965 Robert Zajonc dio un nuevo aire a la investigación de la facilitación social cuando explicó la naturaleza dual del fenómeno. Según Zajonc, la presencia de otros sirve como una fuente de estimulación. La estimulación aumenta la probabilidad de que un organismo haga reacciones habituales o bien aprendidas. Esto mejora la ejecución de tareas simples y menoscaba la ejecución de tareas complejas o difíciles. Zajonc demostró este efecto en varias especies distintas, incluyendo ratas del laboratorio y cucarachas.
Más recientemente, en 1986, Baron propuso un punto de vista alternativo de la facilitación social, basado en la atención y la distracción. Baron sugirió que la ejecución de una tarea depende del número de señales o distracciones presentes en la situación. Hoy en día, la mayoría de psicólogos sociales creen que la facilitación social en humanos es influenciada por la estimulación (como sugirió Zajonc) y los procesos cognitivos (como la distracción y también la aprehensión de evaluación).

## Enseñanza y aprendizaje mutual
Para aprendizaje en equipos, se han desarrollado una serie de modelos de enseñanza y aprendizaje mutual (EAM) en la Universidad de Educación de Weingarten, primero para superar los problemas siguiendo de la falta de destrezas de aprender y trabajar en equipos e intercambiar efectivamente sus recursos. Los modelos de EAM estructuran las actividades de aprender sin renunciar a confrontar a los alumnos con las exigencias del aprendizaje integrado, pero en dosis convenientes para principiantes. A. A. Huber (2004) describe
la idea fundamental a través de cuatro principios, que han guiado el desarrollo de los métodos EAM:
- asistir a los estudiantes por estrategias de aprendizaje adaptadas a sus distintas condiciones previas;
- estimular a los estudiantes para que se enseñen unos a otros;
- reconocer y retroalimentar los rendimientos no de los miembros individuales, sino del conjunto social del equipo;
- negociar reglas e iniciar procesos de reflexión.

## Conceptos relacionados
La pereza social es la tendencia que tienen los individuos a haraganear en un grupo cuando se comparte el trabajo y no se evalúa el rendimiento individual. Un buen ejemplo de la facilitación social es una carrera (donde el individuo corre más rápido cuando hay otros corredores) en vez de un juego de tira y afloja en grupos (donde se comparte el trabajo, y es difícil notar la falta de rendimiento por individuos).